# Tiepolo (famiglia)
I Tiepolo furono una nobile famiglia veneziana, ascritta al patriziato.

## Storia
I genealogisti, senza alcun fondamento, ritengono che i Tiepolo fossero originari di Rimini e che raggiunsero Venezia durante le invasioni barbariche. Fu identificata come una delle ventiquattro "case vecchie", l'élite della nobiltà veneziana, che parteciparono alla fondazione della Serenissima.
Tuttavia, la documentazione storica cita per la prima volta la famiglia nel 1049, quando un Bartolomeo risulta procuratore di San Marco (è la prima personalità nota a ricoprire tale carica). A parte costui, nel secolo successivo i Tiepolo si presentavano come una famiglia di populares particolarmente impegnata nei commerci, ma pressoché estranea alla vita politica. A decretarne le fortune fu Giacomo di Pietro (†1249) che, all'inizio del XIII secolo, svolse un folgorante cursus honorum che lo portò al dogato nel 1229. Ne seguì le orme il figlio Lorenzo (†1275), doge dal 1268.
Ai Tiepolo apparteneva un palazzo a Sant'Aponal, ceduto a Valentino Comello nel 1837. Un altro ramo possedeva due costruzioni a San Tomà, affacciate sul Canal Grande.
Non facevano invece parte della nobile famiglia il noto pittore Giambattista Tiepolo e i figli Giandomenico e Lorenzo.
Tra i membri illustri, da ricordare:
- Jacopo Tiepolo (XIII secolo), doge;
- Pietro Tiepolo (XIII secolo), podestà di Treviso e Milano;
- Lorenzo Tiepolo (XIII secolo), doge, figlio di Jacopo;
- Bajamonte Tiepolo (XIV secolo), nipote del precedente, protagonista della nota congiura;
- Giovanni Tiepolo (1570-1631), patriarca di Venezia;
- Domenico Tiepolo (1763-1836) (anche: Giandomenico o Giovanni Domenico), storico;
- Lorenzo Tiepolo (1845–1913), politico;
- Maria Francesca Tiepolo (1925–2020), archivista.

### Stemma

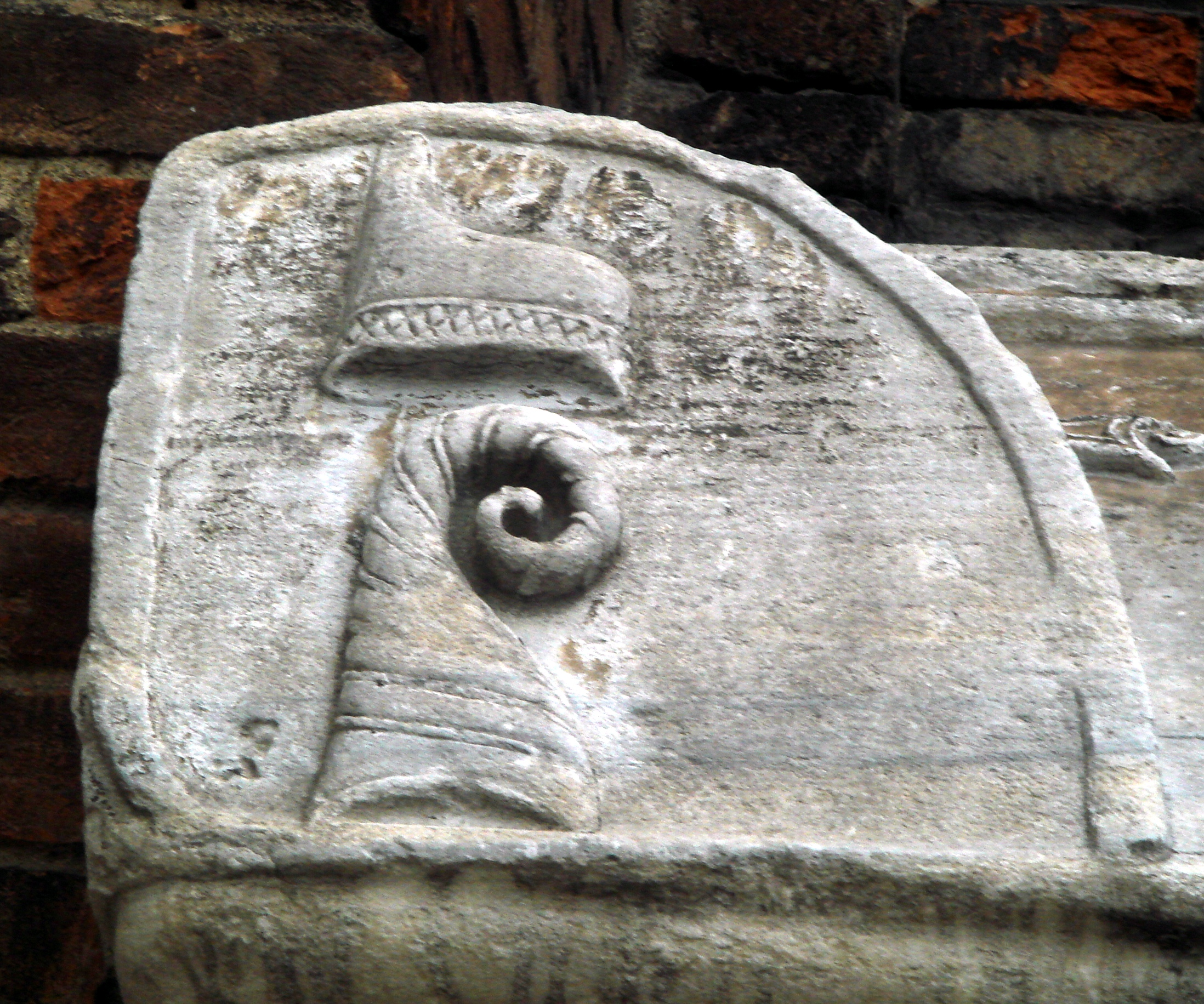
Particolare della tomba dei dogi Tiepolo ai Santi Giovanni e Paolo (XIII secolo) con il corno dello stemma, sormontato dal copricapo ducale.

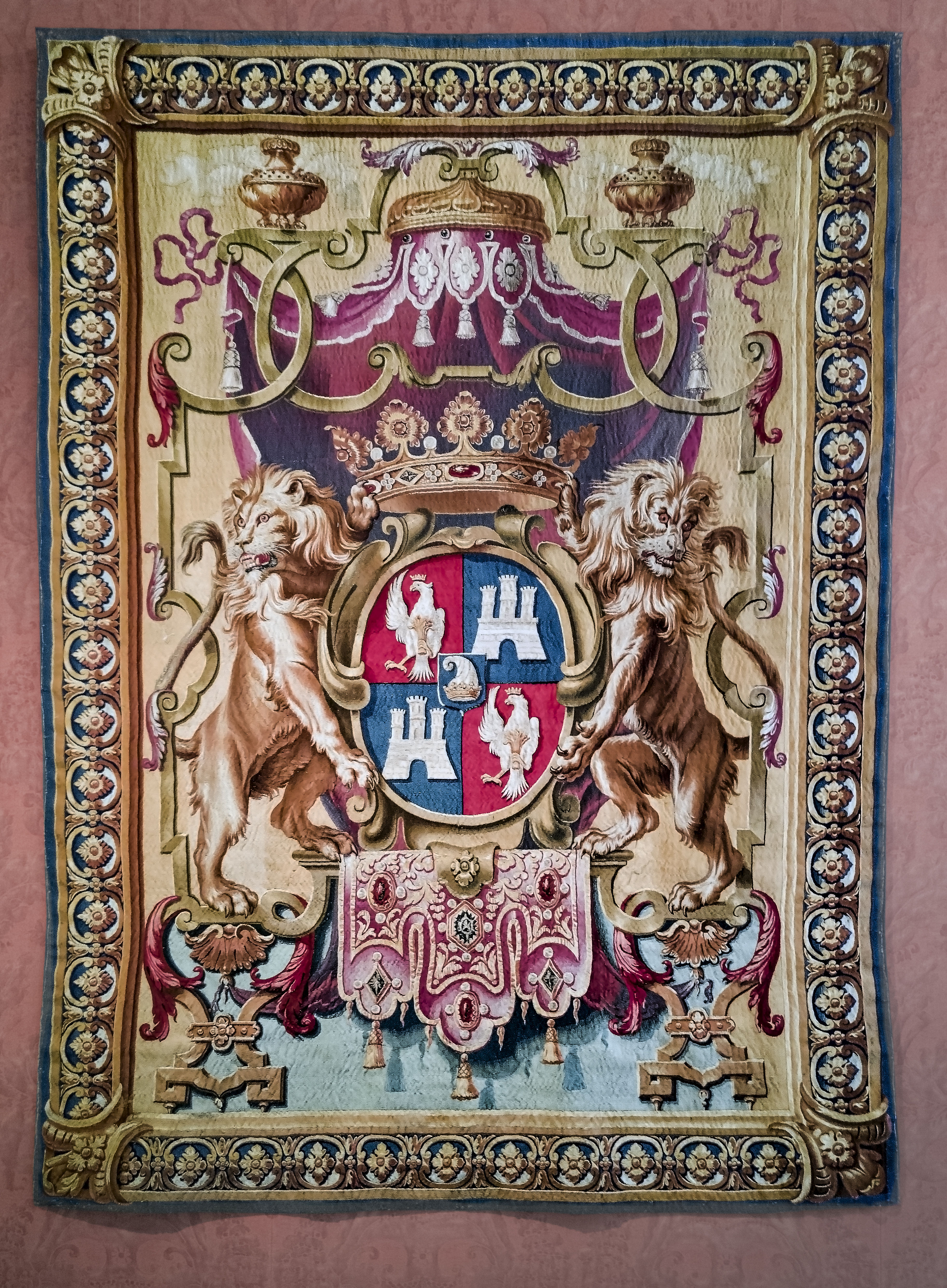
Arazzo settecentesco conservato a Ca' Rezzonico in cui è riportata una variante moderna dello stemma con lo scudetto al centro.

Secondo le Proles nobilium venetorum della seconda metà del Trecento, che costituiscono forse la più antica raccolta di stemmi veneziani, l'arma dei Tiepolo aveva in origine un corno d'argento in campo azzurro, che più tardi mutarono in un castello d'argento con due torri in campo azzurro. Quest'ultimo motivo potrebbe rifarsi alla paraetimologia secondo la quale il cognome deriverebbe dal greco Teupolo "città di Dio".
Secondo la stessa cronaca, in seguito alla congiura Querini-Tiepolo il Maggior Consiglio vietò l'utilizzo delle insegne delle due famiglie ed essi tornarono ad utilizzare quella con il corno. Questa informazione sembra in disaccordo con quanto previsto dal decreto (il cui testo si è conservato fino ai giorni nostri), che proibiva ai Querini e ai Tiepolo tutti gli stemmi utilizzati in passato fino a quel momento.
Altri cronisti aggiungono che i Tiepolo furono costretti ad usare lo stemma con il corno in segno di scherno; ma la verità è che il Maggior Consiglio vietò loro l'utilizzo delle armi esistenti sino ad allora e non si occupò di quelle che le avrebbero sostituite.
Il più antico stemma dei Tiepolo pervenutoci è scolpito sulla tomba dei dogi Giacomo e Lorenzo ai Santi Giovanni e Paolo (XIII secolo) e già allora si utilizzava il corno. E, nonostante quanto previsto dal decreto del Maggior Consiglio, lo stesso stemma era ancora in uso secoli dopo, come testimoniato nelle Vite dei dogi di Marino Sanudo (1466-1536).
Come riporta il genealogista Marco Barbaro (1511-1570), con il tempo i Tiepolo accorciarono gradualmente la punta del corno, trasformandolo in una berretta da doge.
Il ricordo della variante con il castello era ancora vivo nei secoli seguenti e alcuni rami della famiglia ripresero a impiegarla. Sempre il Barbaro riporta lo stemma dei Tiepolo "di San Fantino", bipartito con la torre d'argento a sinistra e il corno d'oro a destra. Anche nella commissione del doge Leonardo Donà consegnata nel 1605 al podestà e capitano di Treviso Francesco Tiepolo è riprodotto uno stemma miniato con il castello a guisa di cimiero. Uno stemma dei Tiepolo "di Cannaregio" del 1590, disegnato sul capitolare giurato dal consigliere ducale Bernardo Tiepolo, è inquartato al primo e al quarto d'argento, alla torre rossa, al secondo e al terzo d'azzurro, al corno d'argento. Altre varianti riportano il corno, ormai del tutto trasformato in berretta ducale, in uno scudetto al centro dello stemma.